# Roger Bureau
Roger Eugène Bureau (Antwerpen, 1 februari 1909 - Gardelegen, 11 april 1945) was een Belgisch ijshockeyer, schaatser, ingenieur en oorlogsslachtoffer.

## Levensloop
Bureau kwam bij Olympische Winterspelen tweemaal uit voor het nationale ijshockeyteam. De eerste maal was op de Winterspelen van 1928 in Sankt Moritz. Met het Belgische team werd hij toen achtste van de elf ploegen. Hij deed drie wedstrijden mee. Op de Winterspelen van 1936 in Garmisch-Partenkirchen eindigde hij met het Belgische team op de dertiende en laatste plaats. Op clubniveau speelde hij voor Cercle des Patineurs Anversois (CPA) en Le Puck d’Anvers.
Tijdens het Europees kampioenschap schaatsen van 1926 te Chamonix eindigde hij als zevende in het klassement en op het Europees kampioenschap ijshockey van 1927 won hij een zilveren medaille met het Belgisch ijshockeyteam.
Tijdens de Tweede Wereldoorlog streed Bureau aan de kant van de Geallieerden. Tijdens een vluchtroute in een konvooi met Engelandvaarders richting de Spaanse Staat was hij betrokken bij de razzia op de Col de Portet-d'Aspet, maar wist zelf ternauwernood te ontkomen. Op 21 april 1944 werd hij aan de Frans-Spaanse grens bij Bagnères-de-Luchon alsnog door de Gestapo opgepakt. Vervolgens verbleef hij in het naziconcentratiekamp van Neuengamme. Omstreeks 11 april 1945 werd hij onder onopgehelderde omstandigheden geëxecuteerd tijdens de massamoord van Gardelegen.